# 123 (число)
Вижте пояснителната страница за други значения на 123.
123 (сто двадесет и три) е естествено, цяло число, следващо 122 и предхождащо 124.
Сто двадесет и три с арабски цифри се записва „123“, а с римски цифри – „CXXIII“. Числото 123 е съставено от три цифри от позиционните бройни системи – 1 (едно), 2 (две), 3 (три).

## Общи сведения
- 123 е нечетно число.
- 123-тият ден от годината е 3 май.
- 123 е година от Новата ера.